# ساتشيا فيكري
ساتشيا فيكري (بالإنجليزية: Sachia Vickery) مواليد 11 مايو 1995 في هوليوود، هي لاعبة كرة مضرب أمريكية وتحتل حالياً المرتبة رقم. 108 (يوليو 27, 2015) في تصنيف رابطة محترفات كرة المضرب. أعلى تصنيف لها كان 108.

## روابط خارجية
- ساتشيا فيكري على موقع رابطة محترفات التنس (الإنجليزية)
- ساتشيا فيكري على موقع الاتحاد الدولي لكرة المضرب (الإنجليزية)
- ساتشيا فيكري على موقع بطولة ويمبلدون (الإنجليزية)
- ساتشيا فيكري على موقع خلاصة التنس.كوم (الإنجليزية)
- ساتشيا فيكري على موقع إي إس بي إن.كوم (الإنجليزية)